# Необыкновенная семейка
«Необыкнове́нная семе́йка» (англ. No Ordinary Family) — американский телесериал на ABC. Научно-фантастическая комедийная драма в рамках супергеройского жанра, созданная ABC Studios на телевизионный сезон — 2010-11. Премьера сериала состоялась 28 сентября 2010 года, в 21:00 по североамериканскому восточному времени. Телешоу рассказывает о Пауэллах, типичной американской семье, живущей в вымышленном городе Пасифик Бэй (англ. Pacific Bay), Калифорния, которые получают необычные суперспособности после авиакатастрофы в Бразилии.
13 мая 2011 года телесериал был закрыт из-за низких рейтингов.

## История создания и актёрский состав
25 января 2010 года, ABC одобрила сценарий пилота сериала, который был написан Грегом Берланти, Джоном Хэрмон Фельдманом. Берланти и Фельдман являются исполнительными продюсерами, вместе с Морганом Уонделлом.
В начале февраля 2010 года, Майкл Чиклис стал первым актёром, присоединившимся к сериалу на роль главы семьи Джима Пауэлла. Отем Ризер стала следующей, её взяли на роль коллеги жены Джима Пауэлла — Кэти Эндрюс. Романи Малко был принят на роль лучшего друга Джима.

## Персонажи
- Джэймс Джим Пауэлл (Майкл Чарльз Чиклис) — офицер полиции, составляющий фотороботы. Обладает суперсилой, практически неуязвим.
- Стефани Пауэлл (Джули Бенц) — учёная и жена, работает в фирме «Global Tech». Обладает суперскоростью (может пробежать милю за 0.16 секунд) и невероятно быстрым метаболизмом, который позволяет ей быстро исцеляться.
- Дафни Николь Пауэлл (Стефани Кей Панабэйкер) — дочь Джэймса и Стефани. Обладает телепатией и способностью видеть воспоминания людей, к которым она прикасается. В 14 серии, когда грабитель угрожал ей и Крису пистолетом, у неё проявилась способность создавать мысли, вкладывать их в головы людей, тем самым подчиняя их сознание. Эта способность хуже действует на Джей Джея из-за его супермозга.
- Джеймс «Джей Джей» Пауэлл (Джимми Беннетт) — Подросток, имеющий проблемы с успеваемостью в школе. После авиакатастрофы стал обладателем гениального интеллекта.
- Кэти Эндрюс (Отем Алисия Ризер) — Персональный ассистент Стефани и фанатка комиксов.
- Джордж Сент-Клауд (Романи Малко) — помощник окружного прокурора и лучший друг Джима. Помогает Джиму бороться с преступностью.

## Эпизоды
| № | Название                                                   | Режиссёр         | Автор сценария                                                                 | Дата премьеры    | Зрители в США (млн) |
| --- | ---------------------------------------------------------- | ---------------- | ------------------------------------------------------------------------------ | ---------------- | ------------------- |
| 1 | «Необычная пилотная серия» «No Ordinary Pilot»             | Дэвид Семел      | Сюжет: Грег Берланти и Джон Хэрмон Фельдман Телесценарий: Джон Хэрмон Фельдман | 28 сентября 2010 | 10,69               |
| Пауэлл — среднестатистическая американская семья, с ежедневными проблемами и семейными неурядицами. Но жизнь каждого члена семьи резко меняется, когда они терпят авиакатастрофу в реке Амазонка и окунаются в странно пылающую речную воду. По происшествию, семья Пауэллев приобретают экстраординарные способности, но выясняется, что они не единственные. |                                                            |                  |                                                                                |                  |                     |
| 2 | «Необычная женитьба» «No Ordinary Marriage»                | Дэвид Семел      | Эллисон Адлер и Джон Хэрмон Фельдман                                           | 5 октября 2010   | 8,99                |
| Джим пытается разыскать неуловимых грабителей банка. Стефани пытается определить источник их сверхспособностей. Дафни обнаруживает, что Джей-Джей стал супер гением, но тщательно скрывает это от семьи. Тем временем Джим и Стефани не только утаивают о своих возможностях от всего мира, но и друг от друга. Но Стефани узнаёт, что её супруг стал борцом с преступниками, а Джим в свою очередь заметил, что супруга не пренебрегает воспользоваться своей сверхсилой — суперскоростью. |                                                            |                  |                                                                                |                  |                     |
| 3 | «Необычное кольцо» «No Ordinary Ring»                      | Терри МакДонаф   | Зак Эстрин и Марк Гуггенхайм                                                   | 12 октября 2010  | 7,72                |
| Во время грабежа на свадьбе высокопоставленных лиц, украдено кольцо Стефани. Джим и Джордж проникают как незваные гости, в попытках поймать грабителей. Тем временем, обнаруживается ошибка, когда Кейт сдала собственную кровь, выдав её за анализ крови Стефани. Боясь, что результаты анализа выдадут Стефани, она вынуждена использовать свои сверхспособности, чтобы восстановить образец крови из лаборатории. После того, как Дафни прочитала сокровенные мысли лучшей подруги Меган и нечаянно их выболтала, она хочет признаться подруге о телепатических способностях. А Джей-Джей просит сестру прочитать мысли одной симпатичной девочки и узнать, нравится ли ей он. |                                                            |                  |                                                                                |                  |                     |
| 4 | «Необычный линчеватель» «No Ordinary Vigilante»            | Рон Андервуд     | Эллисон Адлер и Джон Хэрмон Фельдман                                           | 19 октября 2010  | 7,41                |
| При попытке защитить людей в парке ночью, Джима ошибочно принимают за линчевателя. Тем временем Дафни использует свою супер силу, чтобы получить приглашение на вечеринку, на которую её никогда бы и не подумали когда-либо приглашать. |                                                            |                  |                                                                                |                  |                     |
| 5 | «Необычное землетрясение» «No Ordinary Quake»              | Тимоти Басфилд   | Тодд Славкин и Даррен Свиммер                                                  | 26 октября 2010  | 7,38                |
| Джим переходит в режим поиска, чтобы обнаружить причину недавних землетрясений. Стефани начинает подозревать Джей-Джей во лжи относительно отсутствии у него сверхспособности. А Дафни борется с вопросами моральной этики, когда читает мысли ученика и учителя, подозревая, что у них может быть секс. |                                                            |                  |                                                                                |                  |                     |
| 6 | «Необычные посетители» «No Ordinary Visitors»              | Дэвид Пэймер     | Эллисон Адлер и Зак Эстрин                                                     | 9 ноября 2010    | 7,89                |
| Когда родители Стефани, Барбара и Аллан, наносят неожиданный визит, Пауэлли должны на время прекратить использовать свои сверхспособности, дабы сохранить их наличие в тайне. Но Барбара и Аллан начинают подозревать, что что-то не так, когда замечают некоторое странное поведение. Тем временем, когда друг Трент Стаффорд и его родители становятся жертвами вторжение в дом, Дафна использует свои способности, чтобы помочь Джиму попробовать разыскать бандитов, ответственных за насильственные действия. |                                                            |                  |                                                                                |                  |                     |
| 7 | «Необычный преступник» «No Ordinary Mobster»               | Джон Полсон      | Марк Гуггенхайм                                                                | 16 ноября 2010   | 6,69                |
| Секретная личность Джима находится в опасности, когда он пытается поймать опасного бандита, который ускользал от Джорджа в течение многих лет. Стефани продолжает изучать предыдущее исследование доктора Волсона — таинственное растение. Дафни пытается убедить Джей-Джея помочь ей узнать побольше о парне, который ей симпатичен, дабы произвести на него впечатление. А между тем Джей Джей идёт на чрезвычайные меры, чтобы помочь Кэти назначить встречу. |                                                            |                  |                                                                                |                  |                     |
| 8 | «Необычная травма» «No Ordinary Accident»                  | Том Верика       | Ли Дэна Джексон и Сонни Постильоне                                             | 23 ноября 2010   | 7,00                |
| Стефани пытается выяснить, почему Джим внезапно утратил сверхспособности. Над Джей-Джеем нависла угроза уголовного обвинения, после того, как учитель поймал его на взломе школьной компьютерной системы. Тем временем Дафни использует свои способности, чтобы произвести впечатление на парня, а Кейт начинает влюбляться в своего таинственного нового кавалера. |                                                            |                  |                                                                                |                  |                     |
| 9 | «Необычный юбилей» «No Ordinary Anniversary»               | Дэвид Семел      | Кейт Барноу и Элизабет Финч                                                    | 30 ноября 2010   | 6,23                |
| Джим и Стефани планируют устроить романтический вечер подальше от детей, в честь празднования 18-й годовщины свадьбы. Но вместо приятного вечера супружеская пара сталкивается с серийным поджигателем, который тоже обладает сверхспособностями. Тем временем Дафни и Джей-Джей объединяют свои супер силы, чтобы выиграть в покер на деньги. |                                                            |                  |                                                                                |                  |                     |
| 10 | «Необычный закадычный друг» «No Ordinary Sidekick»         | Венди Станцлер   | Зак Эстрин и Джон Хэрмон Фельдман                                              | 7 декабря 2010   | 6,35                |
| Между Джорджем, который ошибается в наводке на грабеж и Джимом, ответственного за непосредственный срыв преступления, вспыхивает ссора. Джордж считает, что Джим завидует ему, ведь Джорджу в конечном итоге достается вся слава. Джима же возмущает, что его друг получает признательность за вещи, которые по сути не делает. Между тем, Стефани и Кейт в разногласии по личным вопросам. Джей-Джей выявил слабость в своих сверхспособности. А подозрения Дафни по поводу нового парня Кэти усиливаются. |                                                            |                  |                                                                                |                  |                     |
| 11 | «Необычные друзья» «No Ordinary Friends»                   | Терри МакДонаф   | Эллисон Адлер и Марк Гуггенхайм                                                | 4 января 2011    | 6,75                |
| Джим спасает жизнь Дейву Коттену, и после чета Пауэлл становятся хорошими друзьями с семьёй Дейва, супругой Мишель и их детьми. Вскоре Джим начинает подозревать, что Коттенсы хранят семейные тайны. Тем временем Кэти рассказывают Стефани о своих отношениях с Джошуа. |                                                            |                  |                                                                                |                  |                     |
| 12 | «Необычный брат» «No Ordinary Brother»                     | Майкл В. Уоткинс | Тодд Славкин и Даррен Свиммер                                                  | 11 января 2011   | 5,33                |
| Неожиданный визит Пауллам наносит своенравный брат Джима, Майк, который вскоре обнаруживает у семьи сверхспособности. В попытке заработать халявные деньги, он пытается убедить Джей-Джея использовать свою супер силу, делая ставки на скачках. |                                                            |                  |                                                                                |                  |                     |
| 13 | «Необычное удерживание» «No Ordinary Detention»            | Дэвид Петрарка   | Зак Эстрин и Ли Дэна Джексон                                                   | 18 января 2011   | 5,71                |
| Джим, Стефани и дети находятся в ловушке: Джим оказался в заложниках на вокзале, когда преступники взяли в заложники полицию. Стефании и Кэти заперты в лаборатории с больным Наблюдателем. Джей-Джей и Дафни в конечном итоге вынуждены терпеть общество друг друга. |                                                            |                  |                                                                                |                  |                     |
| 14 | «Необычный двойной стандарт» «No Ordinary Double Standard» | Пол А. Эдвардс   | Сэлли Патрик                                                                   | 8 февраля 2011   | 5,23                |
| После того, как напали на друга, Стефани просит Джима объединиться для поимки преступника. Но когда Джим сообщает жене, что именно он создан для борьбы с преступностью, Стефани решает устроить небольшой пари, — кто из них первым провернет это дело. Между тем Дафна чувствует, что Джим применяет двойные стандарты, когда он позволяет Джей-Джею, а не Дафни оставаться за старшего. А Кэти узнает тревожные подробности о Джошуа — ака Наблюдатель. |                                                            |                  |                                                                                |                  |                     |
| 15 | «Необычный Пауэлл» «No Ordinary Powell»                    | Терри МакДонаф   | Эллисон Адлер и Сонни Постильоне                                               | 15 февраля 2011  | 5,03                |
| Жизни Пауэллсов в опасности, когда доктор Кинг приказывает Виктории Морроу проникнуть в дом Пауэлл и убить одного из членов семьи. А между тем Джей-Джей с помощью Дафны пытается раскрыть хладнокровное убийство матери его бывшей девушки, Натали. |                                                            |                  |                                                                                |                  |                     |
| 16 | «Необычное предложение» «No Ordinary Proposal»             | Стивен Серджик   | Эндрю Мэйджер и Эмили Сильвер                                                  | 22 февраля 2011  | 4,77                |
| Джим чувствует вину, когда во время борьбы с бандитом, отбрасывает пулю, которая случайно попадает в мальчика и наносит ему опасное ранение. Тем временем друг Давни, Крис, крадет сыворотку из дома Пауэлля и вводит её своему отцу-инвалиду, Рою, которая приводит к катастрофическим последствиям. Джошуа делает Кэти предложение. А учитель Джей Джея поступает недобросовестно, пытаясь заставить Пауэля присоединяться к школьной команде по десятиборью. |                                                            |                  |                                                                                |                  |                     |
| 17 | «Необычная любовь» «No Ordinary Love»                      | Питер Вернер     | Кейт Барноу и Элизабет Финч                                                    | 1 марта 2011     | 4,26                |
| Таинственная миссис X поручает задание сексуальной и опасной Софи, цель которой заключается в том, чтобы очаровать Джима и Джорджа и заставить их сделать все, что она им прикажет. Такая перспектива может поставить брак Джима под угрозу. Между тем Стефани должна решить, стоит ли вводить пациенту сыворотку, и рискнуть наделить его супер способностями, только чтобы сохранить доверие доктора Кинга. А Крис начинает подозревать о возможностях семьи Пауэлл. |                                                            |                  |                                                                                |                  |                     |
| 18 | «Необычное животное» «No Ordinary Animal»                  | Грег Биман       | Зак Эстрин и Джон Хэрмон Фельдман                                              | 22 марта 2011    | 5,35                |
| Суперзлодей, обладающий смесью животных инстинктов с суперспособностями, обязан устранить Пауэлл по приказу госпожи X (Люси Лоулесс). Чтобы попасть на видеосъёмку Сары Барэй, Дафни вместе с другом Крисом пропускает школу. Джей-Джей намерен задать кое-какие вопросы мистеру Личфилду. А Кэти делает отвратительное открытие, относительно Джошуа. |                                                            |                  |                                                                                |                  |                     |
| 19 | «Необычное будущее» «No Ordinary Future»                   | Милан Чейлов     | Тодд Славкин и Даррен Свиммер                                                  | 26 марта 2011    | 3,52                |
| После того, как Стефании заглянула в будущее и увидела гибель своей семьи, она делает всё, что в её силах, чтобы изменить ход событий в настоящем. Тем временем с помощью Джорджа, Джим пытается разыскать ответственных за смерть полицейского, а госпожа Х отдает приказ не совсем человеку, что бы следить за Кэти и её будущим ребенком. |                                                            |                  |                                                                                |                  |                     |
| 20 | «Необычное происхождение» «No Ordinary Beginning»          | Пол Эдвардс      | Сюжет: Джон Хэрмон Фельдман Телесценарий: Эллисон Адлер и Зак Эстрин           | 5 апреля 2011    | 5,74                |
| Миссис X похищает Джей-Джея и заставляет его отгадать загадку. Джошуа и Кэти снова вместе. Джордж в ловушке на самолете, который выходит из-под контроля. |                                                            |                  |                                                                                |                  |                     |